# Maurice Léturgie
Maurice Léturgie (* 8. November 1886 in Lille; † 24. November 1959 in Ardres) war ein französischer Radrennfahrer.

## Sportliche Laufbahn
Léturgie war im Straßenradsport aktiv. Als Amateur wurde er Vizemeister im Straßenrennen 1905 hinter Fernand Vast. Von 1906 bis 1914 war er Unabhängiger und Berufsfahrer. Er siegte 1907 im Scheldeprijs und bei Heuseux–Bastogne–Heuseux, 1911 bei Paris–Épernay und in der Tour du Hainaut, 1912 bei Paris–Honfleur und in der Tour du Hainaut. 1911 wurde er Dritter der Belgien-Rundfahrt, 1912 Dritter bei Paris–Roubaix.
Dreimal war Léturgie in der Tour de France am Start. 1911, 1912 und 1913 erreichte er das Ziel der Rundfahrt jeweils nicht.